# Franz Josef Kallmann
Franz Josef Kallmann (ur. 24 lipca 1897 w Neumarkt, zm. 12 maja 1965 w Nowym Jorku) – niemiecko-amerykański lekarz psychiatra i genetyk.

## Życiorys
Urodził się 24 lipca 1897 roku w Neumarkt (dziś Środa Śląska) jako syn chirurga. Studiował medycynę na Uniwersytecie we Wrocławiu, studia ukończył w 1919 roku. Pod wpływem Aloisa Alzheimera zdecydował się specjalizować w psychiatrii. Jego dysertacja doktorska Zufällige Stichverletzungen als Todesursache została przedstawiona w 1921 roku.
Kallmann praktykował w Szpitalu Wszystkich Świętych we Wrocławiu (Krankenhaus zu Allerheiligen) i przez pewien czas prowadził prywatną praktykę. Następnie trafił do Instytutu Psychiatrycznego przy Uniwersytecie Fryderyka Wilhelma w Berlinie, gdzie uczył się u Karla Ludwiga Bonhoeffera. Uczył się również psychoanalizy w berlińskim Instytucie Psychoanalizy oraz neuropatologii jako asystent Hansa Gerharda Creutzfeldta. Od 1929 roku kierował laboratoriami neuropatologicznymi w dwóch berlińskich szpitalach. W tym samym roku otrzymał i przyjął propozycję pracy w nowo otwartym Instytucie Psychiatrycznym Emila Kraepelina w Monachium.
Po 1933 roku nie stracił pracy mimo żydowskiego pochodzenia; wcześniej przeszedł na chrześcijaństwo. W 1936 roku wyemigrował do Stanów Zjednoczonych i osiadł w Nowym Jorku. W opuszczeniu Niemiec i emigracji pomógł Kallmannowi przewodniczący Niemieckiego Ośrodka Badań Psychiatrycznych w Monachium i lider ruchu eugenicznego, Ernst Rüdin.
W 1948 roku Kallmann był współzałożycielem American Society of Human Genetics i czasopisma „American Journal of Human Genetics”. 
Kallmann prowadził pionierskie badania nad dziedzicznymi uwarunkowaniami chorób psychicznych. W 1944 roku razem z Schönfeldem i Barrerą opisał zespół znany dziś jako zespół Kallmanna.

## Wybrane prace
- The genetics of schizophrenia; a study of heredity and reproduction of the families of 1,087 schizophrenics. New York: JJ Augustin, 1938. 291 ss.
- Kallmann FJ, Reisner FJ. Twin studies on the significance of genetic factors in tuberculosis. The American Review of Tuberculosis 47, s. 549 (1943)
- The genetic aspects of primary eunocchoidism (1944)
- The genetic theory of schizophrenia. The American Journal of Psychiatry 103: 309 (1946)
- Modern concepts of genetics in relation to mental health and abnormal personality development[2]. (1947)
- The genetics of psychoses; an analysis of 1,232 twin index families. American Journal of Human Genetics 4, ss. 385–390 (1950)
- Heredity in Health and Mental Disorder (1953)
- Zur Symptomatologie der Gehirnzystizerkose. Mschr. Psychiat. Neur. (1929)
- Marcuse H, Kallmann F. Zur Sulfosinbehandlung der Paralyse und Schizophrenie. Nervenarzt 2: 149-53 (1929)